# Айн Рэнд и мир, который она создала
Айн Рэнд и мир, который она создала (другие варианты перевода: «Айн Рэнд и миры, которые она создала», англ. Ayn Rand and the World She Made) — биография российско-американского философа Айн Рэнд, написанная Энн Хеллер и опубликованная в 2009 году.

## Предыстория
Энн Хеллер в период работы редактором журнала впервые услышала об Айн Рэнд благодаря писателю Саз Орман, давшей копию выписки из романа Атлант расправил плечи, где персонаж объяснял взгляды Рэнд на деньги. Интерес к этой персоне был также обоснован её необычными взглядами, с которыми Хеллер также ознакомилась, изучив другие работы. Героиню своей книги Хеллер назовёт, возможно, наиважнейшим коммуникатором консервативных идей для американцев.
Во время работы над книгой Хеллер встретилась с рядом бывших соратников Рэнд и прослушала неизданные записи интервью, сделанные другими журналистами. К ним относятся обширные интервью Барбары Бранден во время создания в конце 1960-х годов биографического эссе Кто такая Айн Рэнд? В России была сформирована исследовательская группа для поиска архивных материалов по жизни Рэнд в СССР. Однако Институт Айн Рэнд, имеющий множество документов из жизни философа, не предоставил доступ к своим архивам.
Обложкой книги стала фотография Айн Рэнд со значком американского доллара, который по её словам был лучшим символом, чем крест, так как не требует никого приносить себе в жертву.

## Содержание
Книга является хронологической биографией Айн Рэнд. Каждая главы посвящена отдельному временному периоду. В «Послесловии» кратко расписывается, что после смерти Рэнд сделали её бывшие последователи.

## Приём
После публикации книга получила в основном положительные отзывы. Library Journal включил её в список «Лучших книг 2009 года», а The New York Times Book Review — в свой рейтинг «100 интересных книг 2009 года». В своём обзоре для Liberty Стивен Кокс назвал книгу «захватывающей» и «объективной», хотя и не согласился с отдельными авторскими интерпретациями.Обозреватель журнала New York Сэм Андерсон положительно оценил труд Хеллер, сумевшей найти «золотую середину.»
Ряд комментаторов сравнивали книгу с Богиней рынка Дженнифер Бёрнс, другой биографией Айн Рэнд, делавшей упор на интеллектуальном развитии философа и её влиянию на консервативное и либертарианское движение, в то время как Энн Хеллер уделила внимание личной жизни. Рецензент The New York Times Джанет Маслин отдала предпочтение Хеллер из-за более подробного анализа, хотя по её мнению «обе книги имеют много общих пересечений»..